# 井上日徳
井上 日徳（いのうえ にっとく、1964年8月18日 - ）は、日本の作曲家、編曲家、ギタリスト、音楽プロデューサー。東京都出身。
2002年より、作家活動と並行して、ヘヴィロックバンド『Dogschool』を結成しライブ活動中。
2019年より、オルタナティヴプロジェクト『 I.DO.I 』を始動。
2023年、ロックバンド『無人島のカップル』を結成、ドラマーとして参加。

## 略歴
- 5歳よりバイオリンを習う。
- 高校時代にバイオリンからギターに転向。この頃からアレンジや音楽理論を独学で学ぶ。
- 大学在学中に作曲家としてデビュー。その後アレンジャーとしても活動を開始する。
- 1980年代〜1990年前半は女性アイドルのアレンジが多かったが、その後ロック系アーティストのプロデュースなどにも活動の場を広げる。
- 近年はゲーム音楽も手掛けている。
- ギタープレイはロック、ヘヴィーロック、パンク、ジャズフュージョン、AORなどプログラムによってスタイルを使い分けている。
- Dogschoolや一部アーティスト作品ではドラムも演奏している。
- 録音技術にも定評がありMIX、マスタリングも手がける。

## 主な作品提供
麻田華子
- 「Ya!」（編曲）
- 「まけない」（編曲）
- 「ファーストシーンはさよならで」（編曲）
- 「彼女にかまわないで」（編曲）
- 「悲しき15才（フィフティーン）」（編曲）
- 「氷の瞳」（編曲）
- 「H.S.」（編曲）
- 「１人でいいもん」（編曲）
- 「DON.DON.」（編曲）
- 「風より速く」（編曲）

石田ひかり
- 「Nocturne 最後の秘密」（編曲）
- 「もうひとりの悪魔」（編曲）

小川範子
- 「秋天的童話」（編曲）
- 「夜はやさし」（編曲）
- 「果てしない物語」（編曲）

荻野目洋子
- 「ハートブレイクをぶっとばせ」（編曲）
- 「誘惑の街で」（編曲）
- 「モーニング・コール」（編曲）
- 「MORE MOREしあわせ」（編曲、井上Brothers名義）

小野正利
- 「Cheaop Heat」（作曲・編曲）
- 「Aurora」（編曲）
- 「フェイク シンデレラ」（作曲・編曲）
- 「Break Down」（編曲）
- 「The End」（作曲・編曲）

加藤和樹
- 「Impure love」（編曲）
- 「Shining Road」（編曲）
- 「melody（Dual N Remix）」（リミキサー）
- 「instinctive love（Laud N Remix）」（リミキサー）

金子美香
- 「PUNK 寸前」（編曲）
- 「SPARK-風の中で」（編曲）
- 「君は知らない」（編曲）
- 「素直でいたい」（編曲）
- 「TREASURE」（編曲）
- 「Lonesome Night」（編曲）

木瀬りえ子
- 「愛されたいと思うのに」（編曲）
- 「悲しみのオーラ」（編曲）

KIX-S
- 「CRUSH」（編曲）
- 「HURRY UP」（編曲）
- 「STILL IN MY HEART」（編曲）

KinKi Kids
- 「Secret Code」（作曲・堂島孝平と共編曲）
- 「Morning Glory」（作曲）
- 「DESTINY」（作曲・堂島孝平と共編曲）

黒沢光義
- 「Try Again」（編曲）
- 「MARTINI EXPRESS」（編曲）
- 「ガラスのクロコダイル」（編曲）
- 「モノクロの心」（編曲）
- 「彼女はACTRESS」（編曲）
- 「"OVERHEAT"ノイローゼ」（編曲）
- 「SHAKY NIGHT」（編曲）
- 「Silly」（編曲）
- 「Missing Rose」（編曲）
- 「君は知らない」（編曲）
- 「KO-KO-RO」（編曲）

酒井法子
- 「微笑みを見つけた」（編曲）

沢田研二
- 「Muda」（編曲、井上Brothers名義）

子門真人
- 「ムサシ!BUGEI伝!!」（編曲）

田村英里子
- 「終わらない終わらせない」（作曲・編曲）

東京パフォーマンスドール
- 「バラ色の人生」（作曲）

中森明菜
- 「GAIA 〜地球のささやき〜」（作曲）
- 「だからなんなの」（作曲）

中山美穂
- 「GRAY」（ATOMと共編曲）
- 「Flash Back」（ATOMと共編曲）
- 「ゆっくりMy Love」（編曲）
- 「灼熱の心」（編曲）

光GENJI
- 「Melody Five」（編曲）
- 「明日があるさ」（編曲）
- 「Lover's Beat」（編曲）
- 「馴染みのムジナ」（作曲・編曲）
- 「氷が溶けて血に変わるまで」（編曲）
- 「KEEP ON RUNNIN'」（作曲・編曲）
- 「STAR LIGHT(ロングバージョン)」（編曲）

平松愛理
- 「アネモネ」（編曲）
- 「きっとこの場所」（編曲）
- 「あなたのいた夏」（編曲）
- 「哀しみは風に吹かれて」（編曲）
- 「貝殻の破片」（編曲）
- 「夢よ、時よ、街よ、友よ、心よ」（編曲）

水樹奈々
・「光」（編曲）
森久保祥太郎
- プロデュース、曲、編曲、MIX、マスタリング

## その他
- 声優のアルバムなどに参加
- 闘魔鬼神伝ONI（主題歌「TRY」、エンディングテーマ「HELLO」、BGM全曲 )
- 綾音ちゃんハイキック!(OVA,BGM全曲 )
- DEAR BOYS アニメサウンドトラック全曲
- メガミの笑壺 (PSP,NDS）
- グランツーリスモ5プロローグ (PS3）
- グランツーリスモ５(PS3)
- グランツーリスモ6（PS3）
- グランツーリスモ7（PS4, PS5)
- THE EYE OF JUDGMENT  (PS3)
- ARCANA STONES Live : Vermilion (Live)　バンドアレンジ／音楽監督
- 雷門Project    2016年、ムッシュかまやつの依頼で1986年にアルバム制作のために作られたアレンジデモを30年ぶりの再会で復刻。サウンドは、ほぼ完コピの形でゲストヴォーカルも起用しリリース。